# Valentín Belkevich
Valentin Belkevich (Bielorruso: Валянцін Бялькевіч; Minsk, Unión Soviética, 27 de enero de 1973 - Kiev, 1 de agosto de 2014) fue un futbolista bielorruso que jugaba de centrocampista.

## Trayectoria
Su primer equipo fue el FC Dínamo de Minsk de la capital bielorrusa. En septiembre de 1994 fue suspendido por la UEFA durante un año por dar positivo de esteroides en un control antidopaje tras un partido de la Copa de la UEFA. Al año siguiente, en 1995, ganó el premio al Futbolista Bielorruso del año. En 1996 fue contratado por el FC Dínamo de Kiev.
Es el centrocampista que más asistencias de gol ha realizado en la historia del Dínamo de Kiev. Tuvo un papel destacado en el centro del campo del Dínamo durante la Liga de Campeones de la UEFA 1998-99, en la que el Dínamo alcanzó las semifinales. El 14 de diciembre de 2007 apareció en las noticias que el contrato de Belkevich con el Dínamo expiraba y que no había intenciones de renovarlo.
En 2004 contrajo matrimonio con la cantante de pop ucraniana Anna Sedokova.
El primero de agosto de 2014 fallece a causa de un aneurisma.

## Selección nacional
Fue internacional con la Selección de fútbol de Bielorrusia. Se retiró de la selección de su país en octubre de 2005, después de haber jugado 56 partidos y haber marcado 10 goles.

## Clubes
| Club               | País        | Año       |
| ------------------ | ----------- | --------- |
| FC Dínamo de Minsk | Bielorrusia | 1991-1996 |
| FC Dínamo de Kiev  | Ucrania     | 1996-2008 |
| Inter Baku         | Azerbaiyán  | 2008-2009 |

## Palmarés

### Campeonatos nacionales
| Título                          | Club               | País        | Año  |
| ------------------------------- | ------------------ | ----------- | ---- |
| Primera División de Bielorrusia | FC Dínamo de Minsk | Bielorrusia | 1992 |
| Copa de Bielorrusia de fútbol   | FC Dínamo de Minsk | Bielorrusia | 1992 |
| Primera División de Bielorrusia | FC Dínamo de Minsk | Bielorrusia | 1993 |
| Primera División de Bielorrusia | FC Dínamo de Minsk | Bielorrusia | 1994 |
| Copa de Bielorrusia de fútbol   | FC Dínamo de Minsk | Bielorrusia | 1994 |
| Primera División de Bielorrusia | FC Dínamo de Minsk | Bielorrusia | 1995 |
| Primera División de Bielorrusia | FC Dínamo de Minsk | Bielorrusia | 1996 |
| Liga Premier                    | FC Dínamo de Kiev  | Ucrania     | 1997 |
| Liga Premier                    | FC Dínamo de Kiev  | Ucrania     | 1998 |
| Copa de Ucrania                 | FC Dínamo de Kiev  | Ucrania     | 1998 |
| Liga Premier                    | FC Dínamo de Kiev  | Ucrania     | 1999 |
| Copa de Ucrania                 | FC Dínamo de Kiev  | Ucrania     | 1999 |
| Liga Premier                    | FC Dínamo de Kiev  | Ucrania     | 2000 |
| Copa de Ucrania                 | FC Dínamo de Kiev  | Ucrania     | 2000 |
| Liga Premier                    | FC Dínamo de Kiev  | Ucrania     | 2001 |
| Liga Premier                    | FC Dínamo de Kiev  | Ucrania     | 2003 |
| Copa de Ucrania                 | FC Dínamo de Kiev  | Ucrania     | 2003 |
| Liga Premier                    | FC Dínamo de Kiev  | Ucrania     | 2004 |
| Supercopa de Ucrania            | FC Dínamo de Kiev  | Ucrania     | 2004 |
| Copa de Ucrania                 | FC Dínamo de Kiev  | Ucrania     | 2005 |
| Copa de Ucrania                 | FC Dínamo de Kiev  | Ucrania     | 2006 |
| Supercopa de Ucrania            | FC Dínamo de Kiev  | Ucrania     | 2006 |
| Liga Premier                    | FC Dínamo de Kiev  | Ucrania     | 2007 |
| Supercopa de Ucrania            | FC Dínamo de Kiev  | Ucrania     | 2007 |

### Copas internacionales
| Título         | Club              | País    | Año  |
| -------------- | ----------------- | ------- | ---- |
| Copa de la CIS | FC Dínamo de Kiev | Ucrania | 1997 |
| Copa de la CIS | FC Dínamo de Kiev | Ucrania | 1998 |
| Copa de la CIS | FC Dínamo de Kiev | Ucrania | 2002 |